# ジョージ・キャンベル (第8代アーガイル公爵)
第8代アーガイル公爵ジョージ・ジョン・ダグラス・キャンベル（英: George John Douglas Campbell, 8th Duke of Argyll, KG KT PC FRS FRSE、1823年4月30日 - 1900年4月24日）は、イギリスの政治家、貴族。
ヴィクトリア朝の自由党政権で閣僚職を歴任して活躍した。
1847年に爵位を継承するまでローン侯爵（Marquess of Lorne）の儀礼称号を使用した。

## 経歴

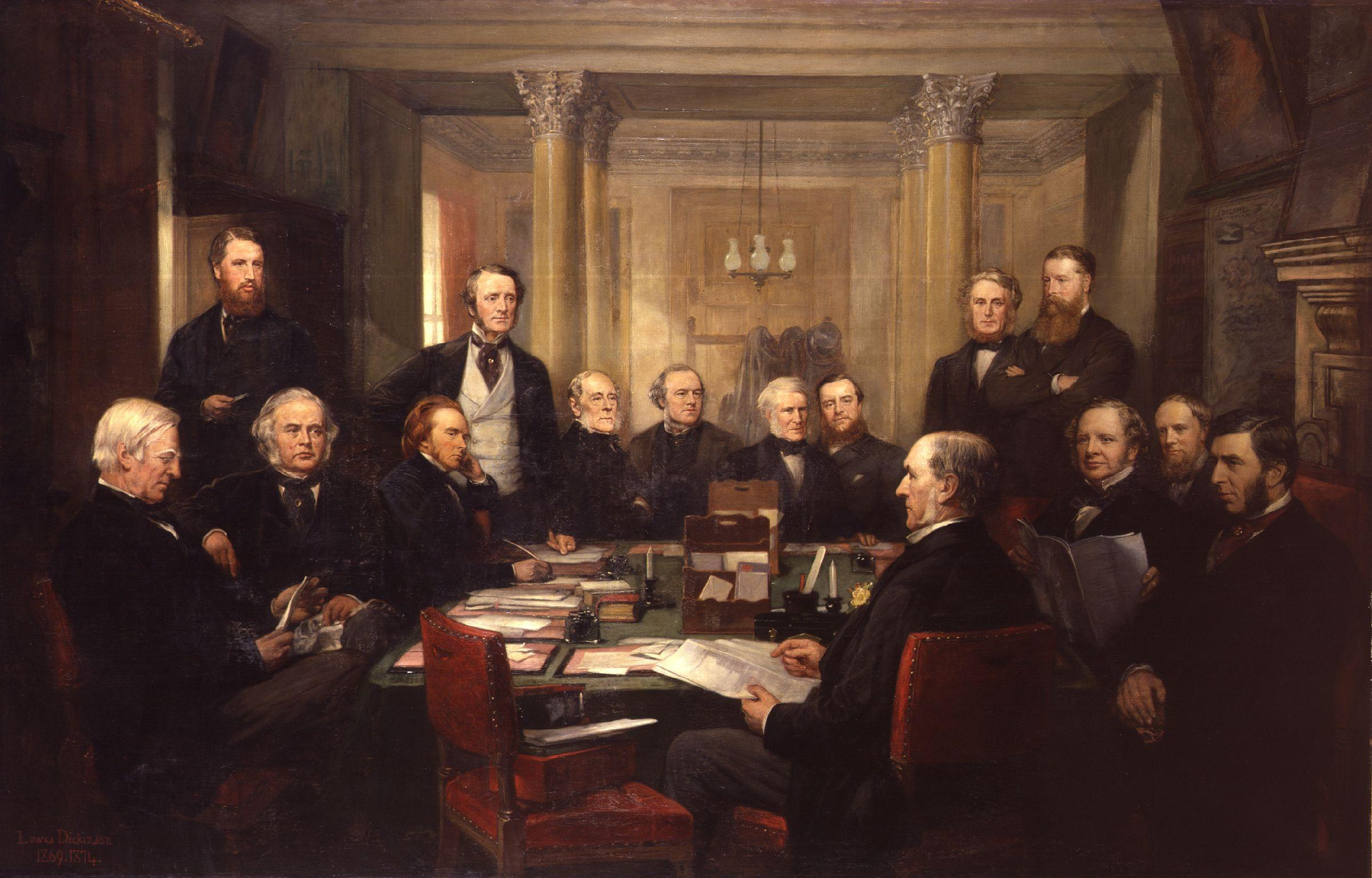
1868年、第一次グラッドストン内閣の閣議を描いた絵画。座っている人物左から3人目(頬杖をついてる人物)がアーガイル公（ロウズ・カトー・ディキンソン画）

1823年4月30日にスコットランド・ダンバートンシャー州アードンケープル城に生まれる。父はスコットランド貴族の第7代アーガイル公爵ジョン・キャンベル。母はその夫人ジョアン（旧姓グラッセル。
1847年に爵位を世襲し、貴族院議員となる。はじめピール派に属したが、同派は1859年に自由党に合流している。それ以降アーガイル公爵は自由党右派の政治家となる。
1852年にはピール派首班のアバディーン伯爵内閣が成立し、アーガイル公爵は同内閣に王璽尚書として入閣した。続くホイッグ党首班の第一次パーマストン子爵内閣でも王璽尚書に留任したが、1855年には郵政長官に転じ、1858年まで務めた。1859年から1866年にかけての第二次パーマストン子爵内閣と第二次ラッセル伯爵内閣でも王璽尚書を務める。
1868年から1874年の第一次第一次ラッドストン内閣ではインド大臣として入閣した。
在職中の1872年にインド総督メイヨー伯爵がアンダマン諸島でインド人流刑囚に暗殺された。アーガイル公は後任の総督としてダフリン・アンド・エヴァ侯爵を推挙したが、首相グラッドストンはアーガイル公の提案を退ける形でノースブルック伯爵をインド総督に据えた。
ノースブルック伯爵は本国のアーガイル公爵の支持を得て、民間企業ではなく国によるインド鉄道建設を推し進めた。しかし鉄道の線路についてノースブルック伯爵が広軌を支持していたのに対し、アーガイル公爵は狭軌を支持しており、両者は対立していた。この問題は後任の保守党政権のインド担当大臣ソールズベリー侯爵が広軌を支持したことで広軌に決着している。
1880年から1881年にかけて第二次グラッドストン内閣の王璽尚書を務める。
その後は痛風のためスコットランドの領地で静養するようになった。アーガイル公はグラッドストンと親しい関係だったが、グラッドストンが野党期の1885年末頃からアイルランド自治の方針を打ち出すようになると、それに反対した。そのためグラッドストンはアーガイル公を煙たがるようになっていった。1886年1月に保守党政権が退陣した際、グラッドストンを首相にしたくなかったヴィクトリア女王から相談役になることを期待されたが、その頃には痛風はだいぶ悪化していたため、アーガイル公はオズボーン・ハウスまで参内することができなかった。
1892年には新たな連合王国貴族の爵位のアーガイル公爵位を与えられた。
1900年4月24日にスコットランドのインヴァレリー城で死去。76歳だった。

## 栄典

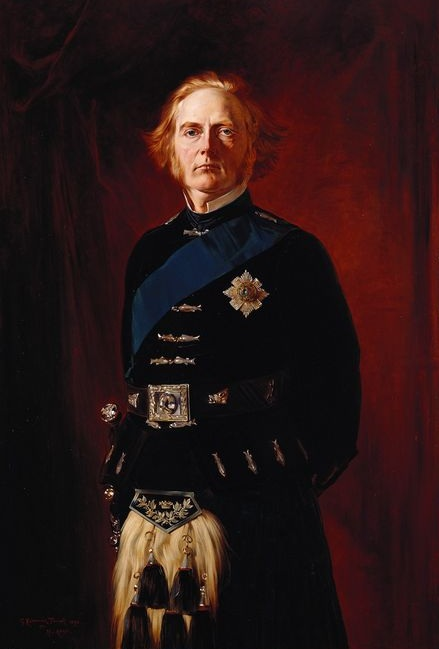
アーガイル公の肖像画（ジョージナ・コバーウェイン＝テレル画）

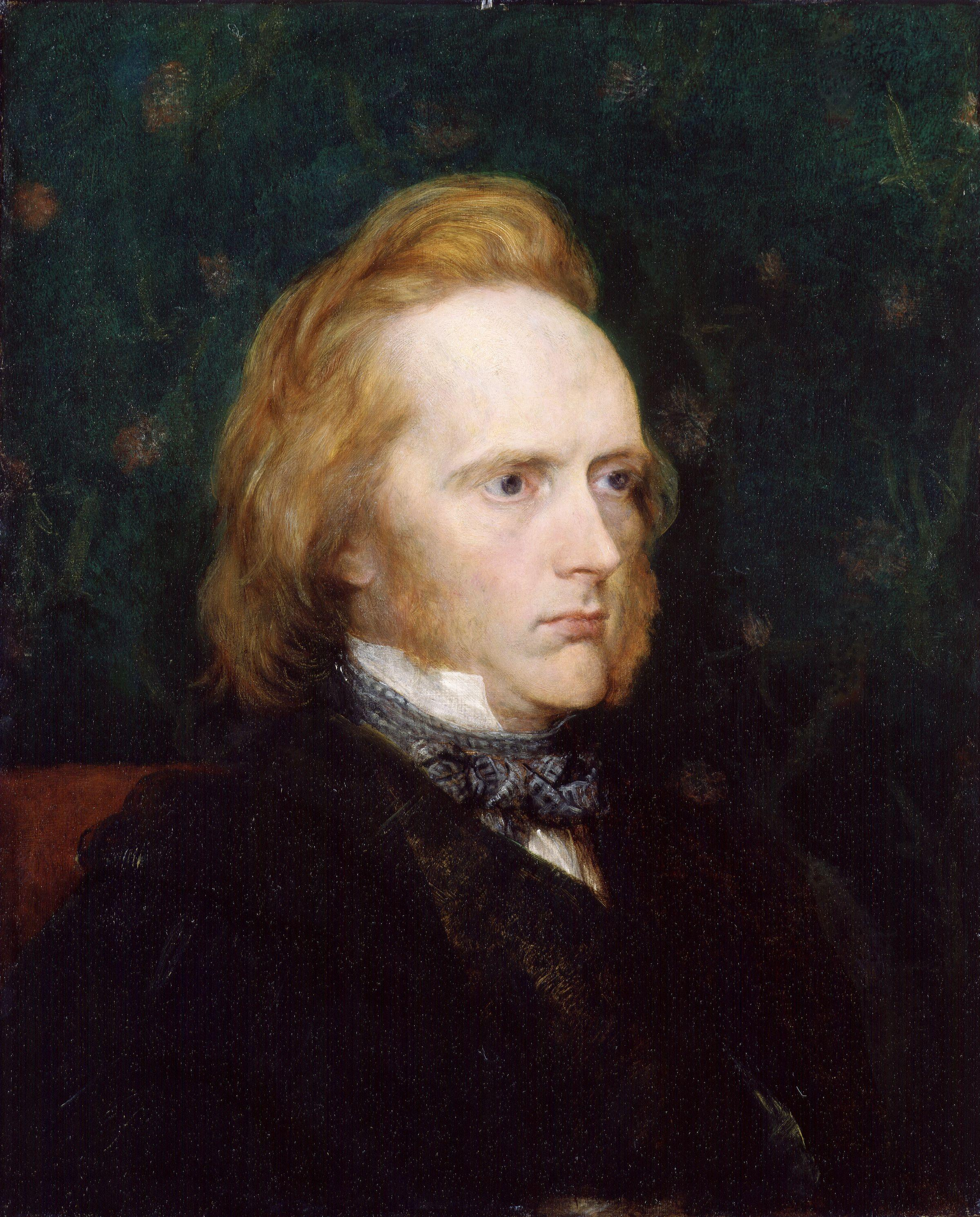
ジョージ・フレデリック・ワッツ画

### 爵位
- 1847年4月25日、第8代アーガイル公爵（1701年創設スコットランド貴族爵位）
- 1847年4月25日、第8代キンタイア・アンド・ローン侯爵（1701年創設スコットランド貴族爵位）
- 1847年4月25日、第17代アーガイル伯爵（1457年創設スコットランド貴族爵位）
- 1847年4月25日、第8代キャンベル・アンド・コウォール伯爵（1701年創設スコットランド貴族爵位）
- 1847年4月25日、第8代ロッコウ＝グレニーレ子爵（1701年創設スコットランド貴族爵位）
- 1847年4月25日、第18代キャンベル卿（1445年創設スコットランド貴族爵位）
- 1847年4月25日、第17代ローン卿（1470年創設スコットランド貴族爵位）
- 1847年4月25日、第11代キンタイア卿（1626年創設スコットランド貴族爵位）
- 1847年4月25日、第8代インヴァレリー卿（1701年創設スコットランド貴族爵位）
- 1847年4月25日、第4代サンドリッジ男爵（1766年創設グレートブリテン貴族爵位）
- 1847年4月25日、ハメルドンの第5代ハミルトン男爵（1776年創設グレートブリテン貴族爵位）
- 1892年8月7日、初代アーガイル公爵（連合王国貴族爵位）[3]

### 勲章
- 1856年5月2日、シッスル勲爵士（KT）
- 1883年10月22日、ガーター勲爵士（KG）[3]

### その他
- 1847年4月25日、第10代キャンベル准男爵（1627年創設ノバスコシア州准男爵位）
- 1851年6月19日、王立協会フェロー（FRS）
- 1853年1月4日、枢密顧問官（PC）
- 1862年、名誉法学博士号（LLD）（ケンブリッジ大学名誉学位）
- 1870年、名誉民事法学博士号（DCL）（オックスフォード大学名誉学位）[3]

## 家族
1844年に第2代サザーランド公爵ジョージ・サザーランド＝ルーソン＝ゴアの娘エリザベスと結婚し、彼女との間に以下の12子を儲けた。
- 第1子（長男）第9代アーガイル公爵ジョン・ダグラス・サザーランド・キャンベル（1845年-1914年）
- 第2子（次男）アーチボルド・キャンベル卿（1846年-1913年）
- 第3子（三男）ウォルター・キャンベル卿（1848年-1889年）
- 第4子（長女）エディス・キャンベル嬢（1849年-1913年）：　第7代ノーサンバーランド公爵ヘンリー・パーシー（英語版）と結婚。
- 第5子（次女）エリザベス・キャンベル嬢（?-1896年）：エドワード・ハリソン・クロフ・テイラー中佐と結婚。
- 第6子（四男）ジョージ・グランヴィル・キャンベル卿（1850年-1915年）
- 第7子（五男）コリン・キャンベル卿（英語版）（1853年-1895年）：庶民院議員
- 第8子（三女）ヴィクトリア・キャンベル嬢（1854年-1910年）
- 第9子（四女）エヴェリン・キャンベル嬢（1855年-1940年）：ウィリアム・バイリー・ハミルトン（英語版）提督の息子ジェームズ・バイリー＝ハミルトンと結婚。
- 第10子（五女）フランセス・キャンベル嬢（1858年-1931年）：アーサー・バルフォアの弟ユースタス・バルフォア大佐と結婚
- 第11子（六女）メアリー・エマ・キャンベル嬢（1859年-1947年）：聖公会聖職者エドワード・グリン（英語版）と結婚。
- 第12子（七女）コンスタンス・ハリエット・キャンベル嬢（1864年-1922年）：チャールズ・エモットと結婚。